# Metaqualona
La metaqualona o quinazolona composta és una droga depressora del sistema nerviós central d'alt nivell addictiu. Com a droga d'abús se sol consumir barrejada amb l'antihistamínic difenhidramina per a potenciar els seus efectes, una combinació molt tòxica que pot portar a la mort. És un potent somnífer que es diferencia dels barbitúrics a que no bloqueja les fases paradòxides de la son, de manera que no té poder al·lucinogen ni psicodèlia. El seu poder d'addició és de 83,38/100.
Els derivats de la metoqualona (mecloqualona i nitrometaqualona, anàleg de la metaqualona) formen un dels grups de les drogues de síntesi o "de disseny".
La metaqualona és un compost heterocíclic amb heteroàtoms de nitrogen exclusivament.